# كوليكالسيفيرول
كوليكالسيفيرول (بالإنجليزية: Cholecalciferol)‏ هو أحد أشكال فيتامين دي، ويسمى أيضا فيتامين دي3.
التركيب الكيميائي شبيه بالستيرويدات مثل التستوستيرون، الكولسترول، والكورتيزول (على الرغم من أن فيتامين D3 يعتبر سيكوستيرويد).